# Garčin (Pečuška mikroregija, Mađarska)
Garčin (mađ. Görcsöny, nje. Gürschen) je selo u južnoj Mađarskoj.
Zauzima površinu od 18,52 km četvorna.

## Zemljopisni položaj
Nalazi se na 45° 58' 10" sjeverne zemljopisne širine i 18° 8' 9" istočne zemljopisne dužine. 2 km južno je Dirovo (Kizdir), 3 km južno-jugoistočno je Ovčar, Reginja (Regenja) je 1,5 km istočno, 2 km jugozapadno je Bokšica, Đoda je 3 km sjeveroistočno, a Ranjoš je 2 km sjeverno. Pécsbagota je 3,5 km sjeverozapadno.

## Upravna organizacija
Upravno pripada Pečuškoj mikroregiji u Baranjskoj županiji. Poštanski broj je 7833. 

## Povijest
U izvorima se spominje i kao Villa Gerechen. U njoj su bili posjedi isusovaca, zatim obitelji Mihálovicsa, Benyovszkih i Batthyány (dvorac).

## Stanovništvo
Garčin ima 1726 stanovnika (2001.). 

## Vanjske poveznice
- (mađ.) Görcsöny Önkormányzatának honlapja
- (mađ.) Görcsöny a Vendégvárón  Arhivirana inačica izvorne stranice od 2. ožujka 2005. (Wayback Machine)
- (mađ.) Légifotók Görcsönyről
- Garčin na fallingrain.com